# Mona (futebolista)
Marcelo Alexandre Pires Correia, mais conhecido como Mona (Votorantim, 4 de junho de 1973), é um ex-futebolista brasileiro, que atuava como volante. Seu apelido foi inspirado em uma canção da banda Village People.
Começou no Grêmio Sorocabano e, depois de uma passagem pelo São Bento, foi levado para o São Paulo, em 1987. Um dos destaques das categorias de base do Tricolor, foi considerado um dos melhores jogadores da Copa São Paulo de Futebol Júnior de 1992, quando seu time conquistou o vice-campeonato. Teve sua primeira oportunidade como titular em fevereiro daquele ano, contra o Bragantino, devido à suspensão do titular, Sídnei, expulso na partida anterior. "É claro que eu fico um pouco nervoso", declarou. "Porque será a primeira vez que vou começar jogando." Segundo o jornal Diário Popular, ele demonstrou nervosismo em campo e errou muitos passes. Ele voltou à reserva para o jogo seguinte, mas foi escalado na estreia na Libertadores, contra o Criciúma, quando o técnico Telê Santana mandou a campo um time misto. O técnico elogiava sua eficiência: "O futebol dele aparece pouco para a torcida, mas é muito eficiente."
Sem espaço para manter a titularidade, fez parte do chamado "Expressinho", em 1994, time reserva formado pelo clube, para enfrentar a grande quantidade de jogos. O "Expressinho" acabaria por conquistar a Copa Conmebol daquele ano. Mona foi o titular em sete das oito partidas da competição. No ano seguinte, foi alçado ao time titular, mas acabaria por perder espaço e, em 1996, foi dispensado, na reformulação promovida pelo técnico Carlos Alberto Parreira.
Teve passagens, ainda, por Vila Nova, Araçatuba, Botafogo-SP, Comercial, Goiânia, XV de Piracicaba, Prudentópolis, Francisco Beltrão e Operário-SC, encerrando a carreira em 2004. Em 2008, candidatou-se a vereador em sua cidade natal, mas não foi eleito.

## Títulos

### Como jogador
São Paulo
- Taça Libertadores da América: 1993
- Supercopa Libertadores: 1993
- Copa Intercontinental: 1993
- Recopa Sul-Americana: 1994
- Copa Conmebol: 1994
- Copa dos Campeões Mundiais: 1995
- Copa São Paulo de Futebol Júnior: 1993